# Great North Open
The Great North Open was een golftoernooi in Engeland dat behoorde tot de Europese PGA Tour.
Het toernooi werd ieder jaar gespeeld op Slaley Hall, een voormalig landhuis in Northumberland in noordoost England, waar nu een golfresort is. Het prijzengeld bereikte in 2001 zijn plafond met €1,311,090 maar het laatste jaar zakte het tot €935,760.

## Winnaars
Slaley Hall Northumberland Challenge
- 1996:  Retief Goosen

Compaq European Grand Prix
- 1997:  Colin Montgomerie
- 1998: niet gespeeld wegens te veel regen
- 1999:  David Park
- 2000:  Lee Westwood

The Great North Open
- 2001:  Andrew Coltart
- 2002:  Miles Tunnicliff